# Kostel svatého Václava (Lipová-lázně)
Kostel svatého Václava je farní kostel Římskokatolické farnosti Lipová-lázně v děkanátu Jeseník ostravsko-opavské diecéze. Kostel není památkově chráněn.

## Historie
Farnost byla v tehdejší Horní Lipové zřízena až ve druhé polovině 18. století v rámci josefínských reforem, které se dotkly také duchovní správy. V souvislosti s tím byl v letech 1787–1788 postaven jednoduchý klasicistní kostel. Svěcení dokončené novostavby proběhlo 2. listopadu 1788. V letech 1968–1969 byl razantně změněn interiér kostela tím, že z něj byla odstraněna většina původního mobiliáře a nahrazena novým v prostých formách. Další razantní změna interiéru proběhla z iniciativy tehdejšího duchovního správce farnosti v roce 2014.

## Architektonická podoba
Kostel je jednolodní stavba, orientovaná presbytářem k jihu. Presbytář je oproti lodi užší, pravoúhle zakončený. Vstupnímu průčelí je představena nepříliš vysoká mohutná věž s dvojicí schodišťových přístavků po stranách. V interiéru je převážně moderní zařízení. V předsíni se nachází pamětní deska, upomínající na císaře Josefa II., původce stavby kostela.